# Bayard (Iowa)
Pour les articles homonymes, voir Bayard.
Bayard est une ville du comté de Guthrie, en Iowa, aux États-Unis. Elle est incorporée le 14 juin 1883.

## Source de la traduction
- (en) Cet article est partiellement ou en totalité issu de l’article de Wikipédia en anglais intitulé « Bayard, Iowa » (voir la liste des auteurs).